# Chevrolet Aveo
Chevrolet Aveo — субкомпактный автомобиль, производившийся General Motors с 2002 года. В Северной Америке автомобиль поставляется под брендом Chevrolet Sonic. Chevrolet Aveo разработан Джорджетто Джуджаро. Дизайн спроектирован итальянским автомобильным ателье Italdesign.

## Первое поколение
Производство модели начато в 2002 г. Модельный ряд включает в себя три типа кузова — 4-дверный седан, 5-дверный хетчбэк, 3-дверный хетчбэк. Продажи последнего начались в Европе в 2005 г. В США Chevrolet Aveo начал продаваться в 2003 г., заполнив нишу, оставленную Chevrolet Metro в 2001 г. В Канаде хетчбэки продавались под именами Suzuki Swift+ и Pontiac Wave.
В 2005 г. на рынках Новой Зеландии и Австралии Aveo стали продавать как Holden Barina. До 2005 г. под этой маркой продавался Opel Corsa. В 2006 году начались продажи автомобиля в кузове седан в Китае под именем Chevrolet Lova. В 2009 году внешний вид автомобиля был обновлён. В 2008 году модель обновилась, получила некоторые изменения во внешнем виде, также изменения коснулись двигателей, теперь для Российского рынка они поставлялись в вариациях 1.2 DOHC S-TEC II 84 л.с и 1.4 л DOHC ECOTEC мощностью 101 л. с.
Aveo T200 поставлялся под маркой Daewoo Kalos в Восточную Европу, на Ближний Восток, в Юго-Восточную Африку. Южная Африка поддержала название Aveo. На Украине версия Aveo собирается из крупноузловых комплектов на ЗАЗе. В 2012 году для рынка Мексики была запущена обновлённая версия автомобиля.
В 2015 году было объявлено, что производство модели будет налажено в городе Асака. На российском рынке автомобиль будет продаваться под названием Ravon Nexia. Стоимость базовой версии составит 379 000 рублей. На рынке Узбекистана автомобиль будет продаваться под названием Ravon Nexia.
Для Европы автомобиль комплектуется двигателями 1.2 л SOHC S-TEC, 1.4 л SOHC E-TEC II и 1.4 л DOHC E-TEC II. Для украинского и азиатского рынков — двигателем 1.5 л E-TEC II и 1.6 л DOHC E-TEC II с 2008 года, а для США и Канады — двигателем 1.6 л DOHC E-TEC II. Автомобиль соответствует европейским экологическим нормам Евро-3, с 2008 года Евро-4.

### Безопасность
| Euro NCAP                                                        | Euro NCAP | Euro NCAP | Euro NCAP |
| ---------------------------------------------------------------- | --------- | --------- | --------- |
| Рейтинги                                                         | Пассажир  |           | 21        |
| Рейтинги                                                         | Ребёнок   |           | 39        |
| Рейтинги                                                         | Пешеход   |           | 19        |
| Протестированная модель: Chevrolet Aveo 1,4 DOHC SX седан (2006) |           |           |           |

### ZAZ Vida
ZAZ Vida является лицензированной копией Chevrolet Aveo, серийное производство началось в начале 2012 года.. Заявлялось присутствие 15 % украинских комплектующих, которое довели до 51 %. Запорожский автозавод произвёл 10 тыс. автомобилей в 2012 году.
В 2016 году стартовало производство автомобиля ZAZ Vida Cargo с кузовом фургон грузоподъёмностью 750 кг.

### Ravon Nexia R3
Ravon Nexia R3 — переднеприводной автомобиль малого класса, выпускаемый узбекистанской GM Uzbekistan под маркой Ravon на базе Chevrolet Aveo. Впервые модель была представлена в начале октября 2015 года в Москве, во время презентации новой автомобильной марки Узбекистана — Ravon. Четырёхдверный седан оснащается бензиновым мотором объёмом 1,5 литра и мощностью 105 л. с. в сочетании с пятиступенчатой механической или шестиступенчатой автоматической коробками передач. Серийное производство Ravon Nexia стартовало в 2016 году на автомобильном заводе города Асака, который находится в Андижанской области Узбекистана. Продажи начались тогда же. Кроме самого автомобильного рынка Узбекистана, модель будет поставлена на автомобильный рынок России и других стран СНГ. В Узбекистане автомобиль продаётся как Chevrolet Nexia.
На рынках Казахстана и Украины автомобиль известен под именем Ravon Nexia R3, а в Узбекистане он продаётся как Chevrolet Nexia.
C июля 2020 года реализация в России под маркой Ravon была прекращена. Aveo T250 поставляется под привычной для россиян маркой Chevrolet.

#### Двигатели
| Инд.                    | Мод.             | Объём    | Система питания | Клапаны / ГРМ | Мощность при об/мин     | Крутящий момент при об/мин | Разг. | Скор. | Расход топлива (EU) | Год    |
| ----------------------- | ---------------- | -------- | --------------- | ------------- | ----------------------- | -------------------------- | ----- | ----- | ------------------- | ------ |
| Бензиновые двигатели Р4 |                  |          |                 |               |                         |                            |       |       |                     |        |
| 1,4i                    | GM               | 1399 см³ | инжектор        | 16/DOHC       | 94 л. с. (69 кВт)/6000  | 130 Нм/3400                | 14,0  | 170   | 9,9/5,8/7,3         | с 2012 |
| 1,5i                    | GM               | 1498 см³ | инжектор        | 8/SOHC        | 84 л. с. (62 кВт)/5600  | 128 Нм/3000                | 11,5  | 170   | 8,7/5,8/7,3         | с 2012 |
| 1,5                     | Мелитополь+Chery | 1498 см³ | инжектор        | 16/DOHC       | 109 л. с. (80 кВт)/6000 | 140 Нм/4500                | 12,5  | 160   | 9,7/5,8/7,8         | с 2013 |
| 1.                      |                  |          |                 |               |                         |                            |       |       |                     |        |

## Второе поколение
Выпускается с 2011 года в США, в России в 2012 начата крупноузловая сборка на заводе в Калининграде. Для российского рынка оснащается мотором 1.6 DOHC ECOTEC 115 л. с., продаётся в 3 комплектациях: LS, LT и LTZ. Отличительной особенностью является необычное оформление оптики и приборной панели автомобиля, которые выполнены в мотоциклетном стиле.
С февраля 2013 года сборка автомобилей по полному циклу запущена на мощностях ГАЗ.

### Концепт-кары
Chevrolet Aveo RS
Серийная версия Aveo RS запущена в производство в 2011 году. Автомобиль оснащён четырёхцилиндровым двигателем Ecotec с турбонаддувом, объёмом 1,4 л и мощностью 138 л. с. с механической коробкой передач.

### Безопасность
| ANCAP                                         |                    |       |
| · 24,89 · общий рейтинг                       |                    |       |
| Рейтинги                                      | Фронтальный удар   | 9,03  |
| Рейтинги                                      | Боковой удар       | 14,85 |
| Рейтинги                                      | Ремни безопасности | 1     |
| Протестированная модель: Holden Barina (2008) |                    |       |

| Euro NCAP                                                  | Euro NCAP | Euro NCAP | Euro NCAP             |
| ---------------------------------------------------------- | --------- | --------- | --------------------- |
| · общий рейтинг                                            |           |           |                       |
| 95%                                                        | 87%       | 54%       | 93%                   |
| взрослый пассажир                                          | ребёнок   | пешеход   | активная безопасность |
| Протестированная модель: Chevrolet Aveo 1,2 LT, LHD (2011) |           |           |                       |

В базовой комплектации автомобиль оснащён двумя подушками безопасности.. Chevrolet Aveo Хетчбэк 2003 года и Chevrolet Aveo Седан 2006 года получили плохие оценки в краш-тестах. Chevrolet Aveo Хетчбэк 2008 года получил неплохую оценку — 4 звезды из 5 — от Австралийской организации ANCAP.

## Третье поколение
Новое поколение Aveo было представлено в декабре 2022 года и выпущено на рынок Мексики в феврале 2023 года в качестве модели 2024 года. Доступный как 5-дверный хэтчбек и 4-дверный седан, он разработан и производится компанией SAIC-GM-Wuling под кодом модели 310C.
В Мексике продажи хэтчбека Aveo стартовали в апреле 2023 года. Продажи седана Aveo стартовали в июне.
Модель стала доступна в Чили и других близлежащих странах с сентября 2023 года как модель 2024 года под названием Chevrolet Sail.

## Chevrolet Aveo на базе Sail (2017)
В нескольких странах Центральной Америки название Aveo используется для седана Chevrolet Sail третьего поколения, который поступил в продажу в Мексике в ноябре 2017 года в качестве модели 2019 года, заменив седан Aveo первого поколения. Китайский Sail был переименован, чтобы избежать связи с Sail второго поколения, который получил нулевой рейтинг в Latin NCAP в 2015 году в варианте без подушек безопасности. Он продавался вместе с Sonic как более бюджетное предложение до прекращения выпуска последнего.